# Histoire de la fiscalité

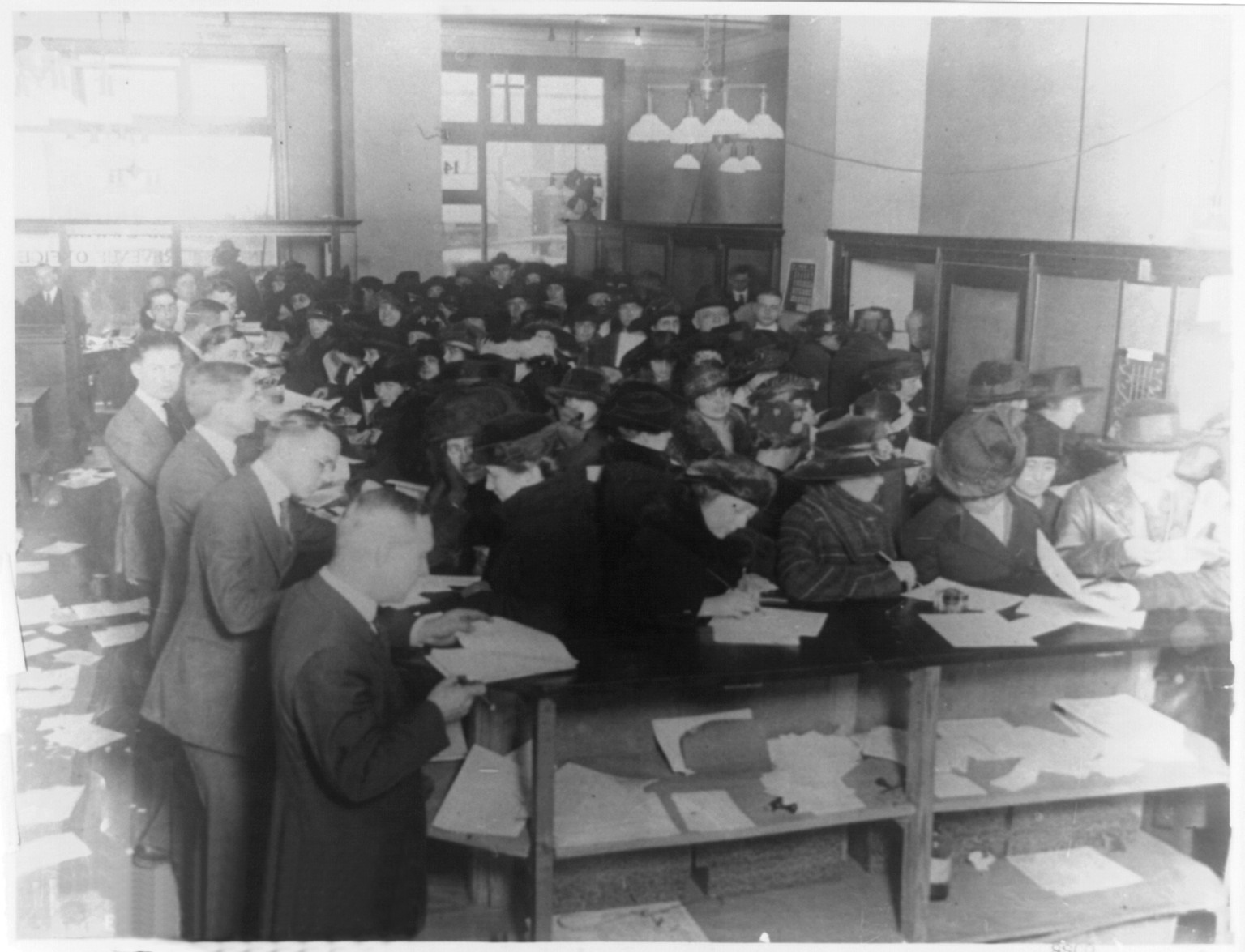
Un grand groupe de personnes remplissant des formulaires fiscaux au bureau des impôts (1920).

La fiscalité a des sources historiques qui remontent à l'Antiquité. Elle est présente dans toutes les grandes civilisations mais a beaucoup évolué dans le temps et selon les pays, en fonction de l'état de développement socio-économique, environnemental et industriel, des besoins financiers et stratégies des États et de l'idéologie économique dominante.
Depuis que la fiscalité existe, elle semble avoir intégré une composante commerciale et douanières, des composantes directes et indirectes et avoir été associé à des régimes d'exemption, qui selon les époques et les systèmes fiscaux favorise des privilèges (religieux ou sociaux) ou tantôt vise à alléger la pression fiscale sur les plus pauvres. Elle peut avoir un lien sur la démographie et peut être affectée (dès l'Empire romain) par la spéculation financière et des dévaluations de la valeur de la monnaie. Plusieurs formes de fiscalité pouvaient s'additionner dans un même pays (comme avec la fiscalité pontificale gérée par le Vatican dans l'Europe catholique). La fiscalité peut inciter à surexploiter ou au contraire à gérer avec plus de parcimonie une ressource plus ou moins renouvelable (ressource forestière par exemple).

## Antiquité
En Chine, et dans la Grèce antique, puis l'Empire romain, la fiscalité est souvent associée au territoire. Elle alimente le "trésor public" (ou de l'empereur...) qui permet la vie de la cité, la défense du territoire et qui finance les guerres et les alliances.

## Au Moyen Âge en Europe
La fiscalité est royale, seigneuriale, religieuse et l'impôt peut être payé en nature (travail, intégration dans une armée...)

## Le financement de la Royal Navy et de la première révolution anglaise
Lors de la Première Révolution anglaise menée par John Pym, le parlement britannique, dominé alors par les protestants idéalistes, les puritains, leva deux nouvelles taxes, qui devinrent très importantes dans l'histoire fiscale britannique, l'Excise Tax et l'Assessment Tax. Cette dernière sera relancée lors de la Glorieuse Révolution de 1688, en devenant la Land Tax.
L'Assessment Tax, créé en 1643 est le premier impôt à mettre à contribution les classes supérieures possédantes et la première à taxer les revenus du capital. Entre 1643 et 1646, cette taxe représente 25 % de la valeur des "rentes, annuités et offices". Ensuite, son montant est divisé par deux pour revenir à un huitième.
La Royal Navy connut une forte croissance liée aux guerres contre les royalistes qui s'étaient réfugiés dans les colonies, avec le blocus de la Barbade et la conquête de la Jamaïque, une politique désignée sous le nom de Western Design, à dimension religieuse car dirigée contre l'inquisition espagnole, menée par l'amiral William Penn, qui représenta un coût de 80 millions de livres sur les deux décennies, 1640 et 1650 soit près de 4 millions de livres par an. C'est le début de gros investissements dans les chantiers navals.

## AuXVIIIesiècle, deux systèmes différents en France et en Angleterre
Alors que la croissance économique faiblit en Espagne et que l'unité nationale n'existe pas encore en Allemagne et en Italie, l'Angleterre et surtout la France, trois fois plus peuplée que sa rivale d'outre-Manche sont les deux grands États de l'époque. En Angleterre, la fiscalité est indirecte alors qu'elle est directe en France. L'alourdissement de la fiscalité lors de la Révolution financière britannique contribue en 1710 et 1715 à la colère manifestée lors des Émeutes de Sacheverell.
Un impôt foncier de 20 %, la Land Tax, est institué dès 1692, qui vise à affaiblir l'aristocratie terrienne. Elle est facile à calculer car proportionnelle aux superficies détenues. Fixée à 4 shilling par livre (une livre étant composée de 20 shilling) son montant augmente chaque année pour représenter 52 % de l'ensemble des recettes fiscales britanniques en 1696, avant de diminuer au cours des trois décennies pour revenir au niveau encore élevé de 30 % en 1730.  De 1688 à 1713, en 25 ans, les impôts passent de 3 % à 9 % du PIB britannique, la dette publique  multipliée par 36, afin de financer la Royal Navy.
Dès 1694, le parlement anglais créée une taxe sur les alcools rapportant 140 000 sterling par an, selon Elizabeth Tuttle (Les îles Britanniques à l'âge moderne, 1485-1783, page 169), qui déprime le marché du rhum. La Royal Navy surveille la perception d'impôts indirects élevés sur les produits tropicaux, le sucre et la mélasse des Antilles. Mécontents, les planteurs soulignent que le sucre français arrive par le port de Dunkerque quasiment net de taxes. Déjà en 1685, le relèvement des taxes sur les sucres raffinés, décidé par un parlement souhaitant éviter le renforcement des pouvoirs jacobites aux Antilles avait provoqué leur colère.
La procédure du Writ of Assistance, créée sous Cromwell, facilite cette lourde fiscalité, en autorisant les perquisitions. En 1698 puis 1705, de nouvelles taxes sur le sucre sont ajoutées. En 1705, le sucre roux est taxé à hauteur de 342 %, niveau jugé prohibitif. Résultat, la stagnation des importations anglaises de sucre entre 1699 et 1713, à 441 000 tonnes, alors qu'elles explosent en France.
Les colonies, soupçonnées d'être des foyers jacobites sont surveillées par un "bureau des plantations". Un corps de douaniers professionnels et bien payés, la "Commission of customs and excise" se met en place: il regroupe 5 947 douaniers et contrôleurs fiscaux dès 1717 C'est entre 1689 et 1715 que l'administration britannique a connu sa plus forte croissance, en raison d'une explosion des dimensions de la Navy, sous contrôle du parlement, selon l'historien William J. Ashworth, auteur de Customs and excise.
Cette fiscalité inquiète le lobby colonial, qui brandit la menace de l'importation de sucre français. Le Massachusetts, où se sont développées des distilleries, importait par exemple 156 000 gallons de mélasse des Antilles britanniques en 1688, puis 72 000 gallons, deux fois moins, en 1716, année où le Massachusetts importe 105 000 galons de mélasse des Antilles françaises.

Pour y remédier la parlement vote le Sugar and Molasses Act de 1733, qui taxe les mélasses de Saint-Domingue arrivant en Nouvelle-Angleterre, puis en 1764 le Sugar Act, qui sera l'une des causes de la Guerre d'indépendance américaine.

## En France, l'impôt direct et indirect est payé principalement par les roturiers
Aux XIe et XIIIe siècles, la taille seigneuriale fut d'abord exigée du vassal, par le seigneur, pour prix de sa protection.
À partir du XIVe siècle et dans la France d'Ancien Régime, la taille est un impôt direct payé par les nobles ou le clergé, dès lors qu'ils ont acquis ou hérité de terres roturières, et par les roturiers, et notamment les paysans, pour les revenus de tous leurs biens et activités. La noblesse et le clergé en étaient dispensés, pour les revenus de leurs biens seigneuriaux ou ecclésiastiques issus de la concession de leur titres. (Marcel Marion. Histoire Financière de la France depuis 1715. vol.1).  En 1439, elle devient un impôt royal permanent et annuel destiné à entretenir l'armée. La taille était calculée en fonction des biens et des revenus estimés -présumés- d'une personne (taille personnelle) ou en fonction des terres que cette personne possédait (taille réelle). Impôt différent selon les provinces, la taille est de plus en plus mal ressentie, mal supportée, et ses collecteurs de plus en plus haïs. Sa suppression fut demandée en priorité dans les cahiers de doléances en 1789.
En 1695, afin de résoudre les difficultés financières dues à la guerre de la ligue d'Augsbourg, Louis XIV crée un impôt direct supplémentaire, la Capitation qui devait en théorie peser sur tous les Français. Mais la noblesse et le clergé, par des exemptions diverses, réussissent à s'y soustraire et l'impôt est payé par les roturiers.
En 1749, le contrôleur général des finances Machault d'Arnouville crée le Vingtième, impôt direct sur les Revenus, destiné au remboursement de la dette de l'État frappant de 5 % (et non pas 20 % comme on peut le lire fréquemment), tous les revenus privilégiés ou pas. L'opposition déterminée de l'Église conduit Louis XV à suspendre, en 1751, cet impôt pour les propriétés ecclésiastiques, l'Église payant en lieu et place une augmentation  du don gratuit, la contribution volontaire forfaitaire annuelle, versée depuis la fin du règne de Louis XIV, au bénéfice de l'État. Pour les non-ecclésiastiques, le Vingtième est porté à deux vingtièmes (10 %) en 1756, puis à trois vingtièmes (15 %) en 1760 (financement de la guerre de Sept ans). Il revient à deux vingtièmes (10 %) en 1763. En 1787, toutes les exemptions sont supprimées, y compris celle de l'Église, mais le refus de l'impôt s'est trop répandu depuis 1786, pour que la mesure fût efficace. En 1789, malgré ces refus et les défaillances dans le recouvrement, les deux Vingtièmes, encore restants, produisent 57 millions de livres. En 1789, le Vingtième est aboli.
L'impôt indirect, la gabelle, impôt sur le sel est, quant à lui, institué par Philippe VI en 1341 et 1343 et perçu sous l'Ancien Régime jusqu'en 1789. La vente du sel, denrée de première nécessité, seul moyen de conserver des denrées périssables, était monopolisée par un corps d'officiers royaux, les grenetiers. Cet impôt, qui rapportait beaucoup à l'État, était très impopulaire. Tout contribuable était tenu d'acheter chaque année une certaine quantité de sel, le sel du devoir, répartie par paroisse. Théoriquement applicable à tous, l'impôt pesait peu sur la noblesse et le clergé qui bénéficiaient d'un tarif inférieur. Revendication inscrite dans le cahier de doléances avec la Dîme, redevance imposée par et pour le clergé, elle fut abolie par l'Assemblée nationale constituante en 1790.
Le décret du 9 octobre 1789 fixe une contribution exceptionnelle au quart du revenu dont chacun jouit, qui ne sera jamais appliquée, car il n'était pas question que le Nouveau Régime prélève plus que l'Ancien. En effet, la pression fiscale sous "la tyrannie de l'ancien régime", cause première de la Révolution, ayant été fort justement calculée par le Comité des Finances de la Constituante à 18 % du Revenu Net (proche du Revenu National, un agrégat également proche du PIB actuel), la pression fiscale du régime Révolutionnaire ne pouvait être qu'inférieure à ce pourcentage. Les Taxes Foncières et Mobilières (aujourd'hui, Mobilières) premiers impôts nouveaux (1790 et 1791) n'auront qu'un taux unique : les Constituants ont retenu 1/6° (soit 16,66 % ).  Les lois de 1790 et 1791 instituant ces deux contribution, ont également prévu que, si l’impôt dépassait 1/6° du revenu net, le contribuable pouvait demander restitution de l’excédent trop perçu.   Ceci est la véritable naissance du concept de bouclier fiscal. (Marcel Marion. Histoire financière de la France depuis 1715. T1./.  Journal des États Généraux, convoqués par Louis XV le 27 avril 1789. Interventions à la Tribune/ Travaux du Comité des Finances de la Constituante.  19 à 24.)
Le système fiscal français comportait un impôt de répartition et un impôt de quotité. Ce dernier, appelé aussi « impôt de somptuaire » frappait les contribuables du chef de leurs domestiques, de leurs voitures et leurs chevaux, et plus tard (1798) les Portes et Fenêtres des habitations, visibles par l'exacteur de l'impôt, depuis l'espace public (rue, route, chemin). Taxation également sur les Parcs et Jardins, deux impôts tirés de la fiscalité de la Rome Antique (Ostiarium). L’impôt de répartition fixait, par commune et par département, un certain montant à verser au trésor royal, sur base d’un sixième de sa population, multiplié par la valeur monétaire de trois jours de travail.

## La Révolution américaine
La première loi sur les tarifs de 1789 et la naissance de l'Administration des douanes des États-Unis voit se développer un intense débat, outre-Atlantique, que le protectionnisme. La Constitution américaine de 1787 stipulait que "le Congrès est compétent pour voter et percevoir taxes, droits, impôts et accises". L'un des premiers impôts en place est la Taxe à l'importation de coton aux États-Unis de 1789, fixée à 3 cents par livre, qui va doper l'histoire de la culture du coton aux États-Unis.
Évoquant l'impôt, le plus fameux et influent des Pères fondateurs, Benjamin Franklin, estimait que tout ce qui est inutile à la survie de l'individu et de sa descendance appartient en priorité à la collectivité :
« Toute propriété nécessaire à un homme pour la préservation de l'individu et la multiplication de l'espèce, est son droit naturel dont personne ne puisse légitimement le priver. Mais toute propriété superflue à de telles fins est la propriété de la collectivité, qui par ses lois l'a engendrée et peut donc en disposer par d'autres lois lorsque le bien-être de la collectivité l'exige. Celui qui n'apprécie pas la société civile en ces termes doit être libre de se retirer pour aller vivre parmi les sauvages. Celui qui ne paye pas son dû au soutien de la société n'a aucun droit à en jouir des bénéfices. »

## La Révolution française abolit les privilèges
Lors de la Révolution française de 1789, l'Assemblée constituante (1789-1790) abolit les privilèges féodaux, c'est la nuit du 4 août.
À l'initiative de deux députés libéraux le vicomte de Noailles et le duc d'Aiguillon furent votées, et dans un immense enthousiasme, l'abolition des droits féodaux ayant le caractère d'une servitude personnelle : corvées seigneuriales, mainmortes, et ceux pesant sur les terres étant déclarés rachetables, la suppression des justices seigneuriales, de la vénalité des offices, des privilèges des provinces et des villes.
L'égalité devant l'impôt est proclamée.
L'Assemblée constituante (1790-1791) crée la Contribution des patentes qui devait être payée par les commerçants et les industriels, la Contribution foncière pesant sur le revenu net des terres et des maisons  ainsi que la Contribution personnelle et mobilière.
Le Directoire instituera l'Impôt sur les portes et fenêtres.
Ces quatre impôts directs seront appelés les « Quatre Vieilles » par les contrôleurs généraux des finances.
Robespierre est le premier homme politique français à établir l'impôt progressif que Bonaparte supprimera.

## Suites de la guerre de 1870
Après sa défaite lors de la guerre de 1870, la France est condamnée par l'Allemagne à effectuer le paiement de l'indemnité de guerre, d'un montant de six milliards de francs. Adolphe Thiers fait rejeter un projet de création de l'impôt sur le revenu. La décision est bien accueillie à la Bourse de Paris, où le cours de la rente d'État monte à 58,45 en novembre alors qu'il était tombé à 50 pendant de le siège de Paris. Revers de cette décision, le paiement de l'indemnité de guerre donne lieu aux plus vastes opérations de change que l'univers eut connu jusqu'alors.

## Première Guerre mondiale, naissance de l'impôt progressif sur le revenu
Tous les révolutionnaires, à la tribune de la Constituante, de la Législative, puis de la Convention ont insisté plus que lourdement pour souligner, non pas un tournant, mais une rupture  dans l'histoire de la fiscalité française, initié par le vote en 1790 de la taxe mobilière, en 1791 de la taxe Foncière (bâtie et non-bâtie) puis de la Patente en 1792, formant ainsi les  "Quatre Vieilles", qui ne sont, comme dans la meilleure littérature, que trois. Elles sont désormais affectées aux collectivités locales.  
La création par Joseph Caillaux en 1914 de l'impôt général sur le revenu, qui reprend les divers éléments (cédules) d'imposition partielles des revenus, déjà voté(e)s depuis les années 1860, pour créer un impôt général progressif, a constitué un nouvel échelon. Le concept de progressivité a été ébauché au XIIIe siècle, profilé au XIVe siècle, (facultés contributives) mais il est réellement né dans les années pré-révolutionnaires.  Une fois voté en 1914, l'impôt progressif va connaître la tranche la plus élevée de son histoire en 1924, puisqu'elle va atteindre 90 %, afin de payer les dettes de guerre.
L'impôt sur les successions, créé en 1791, est transformé en 1914, par le même Caillaux en impôt progressif.
Le projet de création d'un impôt sur le revenu a longtemps horrifié l'ensemble du peuple français, à peu d'exceptions près. Un peuple qui a fait la Révolution de 1789 contre l'impôt, contre la tyrannie fiscale, alors même que la pression fiscale, estimée par les révolutionnaires eux-mêmes, n'excédait pas 18 % des revenus. Elle atteint aujourd'hui près de 46 % du PIB, un agrégat quelque peu différent du Revenu Net d'alors, mais qui n'en est pas très éloigné. Après avoir brûlé les perceptions, vendu les mobiliers et chevaux, chassé au loin les personnels de collecte des impôts, la perspective d'un impôt général hérissait même le petit peuple, celui qui n'était pas soumis au cens.
Le Sénat, représentant par essence, les territoires, l'avait bien  compris, qui a refusé d'avaliser jusqu'en 1914, la loi votée en Assemblée depuis près de 8 ans.
L'historien Henri Guillemin pensait que la Première Guerre mondiale avait été déclenchée, en ce qui concerne les Français, pour des raisons intérieures françaises: "oublier" la réforme de l'impôt.

## Après la Seconde Guerre mondiale, des fiscalités keynésiennes
Aux États-Unis, le taux le plus élevé de l'impôt sur le revenu a été porté à 91 % lors de la Seconde Guerre mondiale et il faut attendre 1964 pour qu'il revienne à 70 %, sous le mandat du président Kennedy. Le président Ronald Reagan l'abaisse à 50 % en 1981 puis à 28 % en 1986 mais Bill Clinton le relève à 39,6 % en 1992, avec un taux prohibitif pour les rémunérations dépassant un million d'euros, qui sera cependant contourné par le biais des plans de stock-options « liés à la performance ».
Le taux de la tranche la plus élevée de l’impôt sur le revenu a été porté à 89 % en Angleterre pour financer l’effort de guerre de la Deuxième Guerre mondiale. À la fin des années 1970, les revenus de placement sont taxés à 98 %, les hauts revenus du travail à 83 % et les plus-values à moyen terme à 40 %, sous le gouvernement travailliste de James Callaghan.
Les principales réformes fiscales ont été effectuées après 1979 et l'arrivée au pouvoir de Margaret Thatcher, qui a fortement abaissé les impôts sur le capital et sur les hauts revenus, proposant même au début des années 1990, une poll tax, frappant au même taux tous les contribuables, quel que soit leur revenu, avec un taux à un chiffre.
En France, après 1981, l'impôt sur le revenu comptait onze tranches. La onzième, la plus élevée pour les plus hauts revenus, a vu son taux porté de 60 % à 65 % par le gouvernement de Pierre Mauroy. Après 1986, le premier ministre Jacques Chirac a ramené ce taux à 55 %. Il sera de nouveau abaissé en 2002, à 50 %. L'impôt sur les grandes fortunes, créé en 1981 puis rebaptisé en 1988 impôt de solidarité sur la fortune est largement minoré par les abattements, exemptions et niches fiscales.

## La CSG et l'accroissement de la fiscalité sur l'épargne
Pour faire face aux déficits des comptes sociaux, le gouvernement de Michel Rocard a créé à la fin des années 1980 un nouvel impôt, la Contribution sociale généralisée (CSG), associant les revenus du capital au financement des dépenses de la Sécurité sociale, c'est-à-dire des dépenses de retraite et d'assurance-maladie. De 1,1 % initialement, le taux de la CSG sur les revenus de l'épargne des Français est aujourd'hui de 9,2 %. S'y ajoute 0,5 % de CRDS (Contribution au Remboursement de la Dette Sociale). Sur les revenus du patrimoine et de placement s'applique également un prélèvement de solidarité à 7,5 %, d'où un total de 17,2 % de prélèvements sociaux sur ces revenus.

## Tendances et prospectives
Des notions nouvelles telles que la fiscalité incitative (visant souvent dans les après-guerre, les après-crises ou dans les années 1990 et 2000 à soutenir la croissance économico-industrielle), les écotaxes, l'écofiscalité et des systèmes de redistribution se voulant plus "justes" ou plus écologiquement et socialement pertinents (avec la « fiscalité carbone » par exemple) et parfois plus transparents apparaissent.
Une tendance à l'harmonisation régionale, nationale et supra-étatique existe (avec des projets de fiscalité européenne par exemple , pour faciliter le marché unique).
En 2014, alors qu'on voudrait relancer l'emploi, qui selon les représentants de l'industrie recule en raison de charges trop lourdes sur le travail, une étude laisse penser qu'un « transfert de la fiscalité du travail vers l'énergie serait bon pour les entreprises », mais aussi qu'« un tel virage entraînerait un bouleversement fiscal peu réaliste ».
En 2021 se pose la question du financement des dettes publiques engendrées par les aides publiques colossales consenties par tous les États du monde pour faire face aux conséquences de la pandémie de Covid-19 tant sur le plan économique, que social et environnemental.